# Anna Bautsch
Anna Bautsch (ur. 2 lipca 1927 w Lublinie, zm. 27 sierpnia 1991 w Krakowie) – polska lekarka psychiatra i psychiatra dziecięcy, ordynator oddziału psychiatrii dziecięcej Wojewódzkiego Szpitala Psychiatrycznego im. Dr J. Babińskiego w Krakowie, a następnie Kliniki Psychiatrii Dzieci i Młodzieży AM w Krakowie.

## Życiorys
Urodziła się jako ostatnia z trojga rodzeństwa w rodzinie urzędnika państwowego, który zmarł przed jej urodzeniem. Matka po owdowieniu podjęła pracę, starsze rodzeństwo studiując pracowało. W roku 1937 rodzina przeniosła się do Warszawy, gdzie Anna Bautsch rozpoczęła naukę szkolną, kontynuując ją w okresie wojny na kompletach tajnego nauczania w Gimnazjum im. Królowej Jadwigi. Brała udział w powstaniu warszawskim jako sanitariuszka Armii Krajowej, a po upadku powstania znalazła się w obozach przejściowych w Pruszkowie i Błoniu, skąd pod koniec roku 1944 wraz z rodziną trafiła do Krakowa.
Egzamin maturalny zdała w roku 1946 w Liceum Ogólnokształcącym im. Królowej Wandy i rozpoczęła studia medyczne początkowo na Wydziale Lekarskim Uniwersytetu Jagiellońskiego, przekształconym później w Akademię Medyczną w Krakowie. Już pod koniec studiów w roku 1952 podjęła pracę w Specjalistycznym Szpitalu Psychiatrycznym w Krakowie. Dyplom lekarski uzyskała w roku 1954. Przeszła kolejno wszystkie szczeble kariery lekarskiej, pracowała jako asystentka dr Aurelii Sikorskiej. W roku 1963 objęła stanowisko ordynatora oddziału psychiatrii dziecięcej Wojewódzkiego Szpitala Psychiatrycznego im. Dr J. Babińskiego w Krakowie, które piastowała do przejścia na emeryturę w roku 1987.
Uzyskała podwójną specjalizację z psychiatrii dorosłych oraz psychiatrii dziecięcej. Od roku 1966 była członkiem Polskiego Towarzystwa Psychiatrycznego, a od 1968 roku przez kilkanaście lat przewodniczącą Filii Krakowskiej Sekcji Psychiatrii Dziecięcej tego towarzystwa. Doceniała konsekwencję i ciągłość leczenia psychiatrycznego pacjentów dziecięcych. Jako ordynator oddziału psychiatrii dziecięcej zdecydowała o podjęciu współpracy z Kliniką Psychiatrii Dzieci i Młodzieży AM w Krakowie, udostępniając w chwili potrzeby oddział oraz własną osobę do dyspozycji tejże instytucji.

## Ważniejsze publikacje
- Psychiatria dziecięca – biologiczna czy dynamiczna? Materiały X Sympozjum Sekcji Naukowej Psychiatrii Dzieci i Młodzieży PTP, 16-19.09.1988, Kraków, s. 41.
- Leczenie neuroleptyczne dzieci a nosicielstwo antygenu Australia. Psychiatria Polska 1976, 10 (4), 433-434. (współautorzy: J. Zajączkowski, D. Zyblikiewicz)